# 恐るべき子供たち
『恐るべき子供たち』（おそるべきこどもたち、Les Enfants Terribles）は、フランスの詩人ジャン・コクトーが書いた中編小説。コクトーの代表作の一つ。
1950年にジャン＝ピエール・メルヴィルによって映画化、1979年に萩尾望都によって『恐るべき子どもたち』というタイトルで漫画化されている。

## 概要
1929年コクトーが40歳の時に書き上げた小説であり、代表作の一つに数えられる作品。コクトーはこの作品をアヘン中毒の治療のために入院している時に、わずか3週間足らずで書き上げたとされる。エリザベートとポールの姉弟2人だけで暮らす世界が、ダルジュロスという美しい少年との出会いで崩壊して行く物語で、コクトーは己の運命の受諾というテーマを訴えている。コクトーは小説だけではなく、詩や映画・批評などあらゆるジャンルの文学に精通しているが、その中でも『恐るべき子供たち』は古典文学の悲劇を思わせる、最もコクトーらしさが出ている作品といえる。

## 日本語訳
- 東郷青児訳、角川文庫 1953年3月 ISBN 978-4041092460。度々改版（電子出版も刊・2020年より）
- 鈴木力衛訳、岩波文庫 1957年1月 ISBN 978-4003256619。改版2011年12月
- 佐藤朔訳、「ジャン・コクトー全集3 小説」東京創元社 1980年。他に旺文社文庫、グーテンベルク21（電子出版・2012年より）
- 高橋洋一訳、求龍堂 1995年7月 ISBN 978-4763095244
- 中条省平・中条志穂訳、光文社古典新訳文庫 2007年2月 ISBN 978-4334751227

## 映像化
- 1950年、ジャン＝ピエール・メルヴィルによって『恐るべき子供たち』のタイトルで映画化された[1]。コクトー自身がナレーションを務めている[1]。

## 漫画化
萩尾望都による漫画化作品が『月刊セブンティーン』（集英社）1979年5月号から8月号に連載された。
- 『恐るべき子どもたち』（セブンティーンコミックス） 1980年5月 集英社 ISBN 978-4088541297
- 萩尾望都作品集（第2期）第7巻『恐るべき子どもたち』 1985年2月 小学館 ISBN 978-4091780270
- 『恐るべき子どもたち』 1997年5月 小学館文庫 ISBN 978-4091910196